# トレタテ!
『トレタテ!』は、2011年10月7日から秋田朝日放送（AAB）で放送されている夕方のローカルニュース・情報ワイド番組である。

## 概要
- 2011年10月7日に『情報ニュースショートレタテ!』（じょうほうニュースショー トレタテ!）のタイトルで、金曜夕方のローカルニュース・情報ワイド番組としてスタート。
- 秋田で気になること、情報を掘り下げるとともに、気兼ねなく見てもらうことがコンセプト。
- 取り上げるネタはニュースのその後やハピネッツコーナーの他、ファッションや旅、グルメなど多彩。
- 金曜日はゲスト2名をコメンテーターとして迎える。秋田ローカルの情報番組としては珍しいスタイルである。なお、2015年3月26日まで月曜日から木曜日に放送されていた『スーパーJチャンネルあきた』のコメンテーターも当番組に引き継がれた。
- エンディングVTR前のスタジオや番宣などあちこちで、当番組のロゴを両手でイメージしたポーズを、出演者全員またはキャスター全員でするのがお決まりになっている（番組の公式サイトにも掲載されている）。
- 2012年4月から、17時台はすべてローカル制作に変更になった。
- 2013年4月にスタジオセットがリニューアルされ、17時台にスーパーJチャンネルを途中飛び降りして伝えるようになった。
- 2013年10月頃から、オープニングテーマ（仮面女子「大冒険☆」）が付くようになった。
- 毎年末には『スーパーJチャンネルあきた』と合同で1年の出来事を振り返る「年末報道スペシャル・瞬間」を4時間規模で放送していた。
- 2015年3月30日より『スーパーJチャンネルあきた』と統合の上、『スーパーJチャンネルトレタテ!』[1]のタイトルで週5日の放送となった。
- 2017年4月から2018年3月までのイメージソングは梅野悠大（THE ROGUEPLANTS）の「Ahead of the Stalight」。
- 現在月曜から木曜の5時台（16:50 - 17:53）は「スーパーJチャンネル」を同時ネット、そして金曜は5時台後半の特集コーナー（17:36ごろ - 17:53）を「トレタテ！」としてローカル差し替えを行う。
- 2020年3月30日からは番組タイトルから『スーパーJチャンネル』の冠を取り、16:35 - 16:40は『トレタテ!はやばん』16:40 - 18:15は『（ANN）スーパーJチャンネル』18:15 - 19:00が『トレタテ!』となった。同時に金曜5時台の差し替えを正式に廃止し他局と同一形態の夕方ローカルニュースとなる。
- 2020年10月から『Jチャン』のリニューアルとともにテレビ朝日系の平日19時台番組の放送時間が15分拡大し、18:45スタートになったが、本番組は放送時間の短縮を行わず（後述の例外を除く）、引き続き19:00まで放送する。

## 放送時間
| 期間                          | 曜日        | 放送時間（放送分）     |
| ----------------------------- | ----------- | ---------------------- |
| 2011年10月7日 - 2015年3月27日 | 金曜        | 16:50 - 19:00（130分） |
| 2015年3月30日 - 2018年3月30日 | 月曜 - 金曜 | 16:48 - 19:00（132分） |
| 2018年4月2日 - 2020年3月27日  | 月曜 - 金曜 | 16:45 - 19:00 (135分)  |
| 2020年3月30日 - 2021年10月1日 | 月曜 - 金曜 | 16:35 - 19:00（145分） |
| 2021年10月4日 - 2023年9月29日 | 月曜 - 金曜 | 16:40 - 19:00（140分） |
| 2023年10月2日 -               | 月曜 - 木曜 | 16:40 - 19:00（140分） |
| 2023年10月6日 -               | 金曜        | 16:40 - 18:50（130分） |

※日本標準時。

## 出演者

### メインキャスター（MC）
- 高橋正和（秋田朝日放送アナウンサー、開始 - 2018年3月30日、2022年4月8日-、月 - 金曜担当。）
- 藤盛由果（秋田朝日放送アナウンサー、2012年9月まではフリー、開始当初 - 2014年3月天気担当。2023年4月3日 - 、 月 - 金担当[2]。）

### サブキャスター（サブMC）
- 大久保香穂（秋田朝日放送アナウンサー、2024年4月3日 - 、火曜レギュラーコーナー「そうだ、秋田を知ろう。」担当）

### 気象キャスター
- 和田幸一郎（気象予報士）[3]

### 過去の出演者
メインキャスター
| 期間      | 期間      | 男性         | 男性         | 男性            | 女性                | 女性                | 女性                | 女性                | 女性     |
| 期間      | 期間      | 月・火       | 水・木       | 金              | 月                  | 火                  | 水                  | 木                  | 金       |
| --------- | --------- | ------------ | ------------ | --------------- | ------------------- | ------------------- | ------------------- | ------------------- | -------- |
| 2011.10.7 | 2015.3.27 | （放送なし） | （放送なし） | 後藤良 高橋正和 | （放送なし）        | （放送なし）        | （放送なし）        | （放送なし）        | 塩地美澄 |
| 2015.3.30 | 2015.7.31 | 高橋正和     | 高橋正和     | 高橋正和        | 福盛田悠            | 天坂真理            | 福盛田悠            | 天坂真理            | 福盛田悠 |
| 2015.8.3  | 2016.9.30 | 高橋正和     | 高橋正和     | 高橋正和        | 福盛田悠            | 福盛田悠            | 福盛田悠            | 福盛田悠            | 福盛田悠 |
| 2016.10.3 | 2017.3.31 | 高橋正和     | 高橋正和     | 高橋正和        | 福盛田悠            | 福盛田悠            | 永井華子            | 永井華子            | 福盛田悠 |
| 2017.4.3  | 2017.9.29 | 高橋正和     | 高橋正和     | 高橋正和        | 永井華子            | 永井華子            | 永井華子            | 永井華子            | 永井華子 |
| 2017.10.2 | 2018.3.30 | 高橋正和     | 高橋正和     | 高橋正和        | 永井華子            | 永井華子            | 永井華子            | 高田美樹            | 高田美樹 |
| 2018.4.2  | 2019.3.29 | 山下右恭     | 新岡智昭     | 新岡智昭        | 千田まゆこ          | 千田まゆこ          | 高田美樹            | 高田美樹            | 高田美樹 |
| 2019.4.1  | 2022.4.1  | 山下右恭     | 山下右恭     | 新岡智昭        | 千田まゆこ          | 千田まゆこ          | 千田まゆこ          | 千田まゆこ          | 高田美樹 |
| 2022.4.4  | 2023.3.31 | （不在）     | （不在）     | 高橋正和        | 千田まゆこ          | 千田まゆこ          | 千田まゆこ          | 千田まゆこ          | （不在） |
| 2023.4.3  | 2024.3.29 | 高橋正和     | 高橋正和     | 高橋正和        | 千田まゆこ 藤盛由果 | 千田まゆこ 藤盛由果 | 千田まゆこ 藤盛由果 | 千田まゆこ 藤盛由果 | 藤盛由果 |
| 2024.4.1  | 現在      | 高橋正和     | 高橋正和     | 高橋正和        | 藤盛由果            | 藤盛由果            | 藤盛由果            | 藤盛由果            | 藤盛由果 |

コメンテーター
- 元祖爆笑王（放送作家）
- こばやしたけし（漫画家）
- 小林久江（秋田県立大学外国語講師）
- 松渕秀和（秋田経済研究所所長）
- 後藤良（ダンサー・カポエイラヘジョナルジャパオン秋田支部代表、放送開始 - 2018年3月30日）秋田市議会議員
- やなぎはらともみ（2011年10月14日 - 2017年3月31日、金曜不定期コメンテーター。デザイナー）

アナウンサー
- 北田牧子（秋田朝日放送アナウンサー）
- 緑川貴士（当時秋田朝日放送アナウンサー）衆議院議員
- 天坂真理（2015年3月31日 - 7月30日、火・木担当。当時秋田朝日放送アナウンサー）
- 塩地美澄（開始 - 2015年3月27日、メインキャスター、2015年4月 - 2016年3月22日、火曜日中継担当。2014年3月まで秋田朝日放送アナウンサー、2014年4月よりフリーアナウンサー）[4]
- 福盛田悠（2015年3月30日 - 7月31日、月・水・金。同年8月3日 - 2016年9月30日、月 - 金。同年10月3日 - 2017年3月31日、月・火・金担当。当時秋田朝日放送アナウンサー）
- 下山由城（開始当初 - 2017年3月31日、「GO!ハピネッツ」・2015年3月30日 - 2017年3月26日、「深掘りスポーツ 下山運動部」担当。 当時秋田朝日放送アナウンサー）
- 永井華子（2016年10月5日 - 2018年3月28日、当時秋田朝日放送アナウンサー、2017年3月30日まで水・木担当。同年4月3日 - 9月29日まで月 - 金担当。同年10月2日から2018年3月28日まで月 - 水担当。）
- 登レイナ（当時秋田朝日放送アナウンサー、フィールドキャスター）
- 村上晴香（2022年4月4日 - 2023年2月23日 - 木担当。当時秋田朝日放送アナウンサー、2023年3月よりTBC東北放送アナウンサー）
- 高田美樹（秋田朝日放送アナウンサー、- 2018年3月30日、木・金担当。2018年4月4日 - 2019年3月29日、水 - 金担当。2019年4月5日 - 2023年3月31日、金曜担当。2020年4月4日 - 2023年3月25日、トレタテ!サタデーメインMC担当）
- 千田まゆこ（2018年4月2日 - 2019年3月26日、月・火担当。2019年4月1日 - 2024年3月29日、月 - 木担当。当時秋田朝日放送アナウンサー）[5]

## スタッフ
- 製作協力 - ANN、ウェザーニューズ、FLEX
- 制作著作 - 秋田朝日放送